# Suva Reka City Stadium
El Estadio de la ciudad de Suhareka (en albanés: Stadiumi i Qytetit të Suharekës) (en inglés: Suva Reka City Stadium) es un estadio de fútbol en Suva Reka, Kosovo. Actualmente, se utiliza principalmente para partidos de Fútbol y es la sede del KF Ballkani en la Superliga de Kosovo.